# Leucothyreus noctivagus
Leucothyreus noctivagus är en skalbaggsart som beskrevs av Ohaus 1917. Leucothyreus noctivagus ingår i släktet Leucothyreus och familjen Rutelidae. Inga underarter finns listade i Catalogue of Life.